# Louis-Jacques Moreau de la Sarthe
Pour les articles homonymes, voir Moreau et Sarthe.
Jacques-Louis Moreau dit Moreau de la Sarthe, né le 28 janvier 1771 à Montfort-le-Gesnois et mort le 13 juin 1826 à Paris, est un médecin et anatomiste français.

## Biographie
Parti du Mans pour venir à Paris, le 29 septembre 1791, Moreau fut, au bout de deux ans, nommé chirurgien de troisième classe, et il quitta le service le 5 nivôse an III (25 décembre 1794), ayant perdu le libre usage de la main droite à la suite d’une blessure qu’il se fit, dans l’exercice de ses fonctions, à l’hôpital militaire de Nantes.
Moreau fut, par la suite, envoyé par le district du Mans, comme élève de l’école de santé sous le nom d’« élève de la patrie ». En 1795, il devient sous-bibliothécaire à l’École de Paris, qualité en laquelle il a largement contribué à former la bibliothèque de la faculté, la plus riche et la plus propre à répondre aux besoins de ses nombreux lecteurs.
Reçu docteur en médecine le 2 prairial an XIII (22 mai 1805), Moreau de la Sarthe resta toujours attaché à la faculté de médecine comme sous-bibliothécaire, et fut, le 24 mars 1808, nommé bibliothécaire, fonctions qu’il exerça jusqu’au 19 août 1815. Quatre ans après, le 25 février 1819, il passa professeur d’histoire de la médecine, cours qu’il fit jusqu’au 21 novembre 1822.
À sa mort, il laissa cette clause dans son testament : « Je veux que mes livres de médecine soient donnés par concours et comme prix à celui des élèves qui, au jugement d’une commission nommée par l’Académie, aura montré le plus de connaissances dans la littérature et la philosophie médicales. » Le concours eut deux lauréats, dont Jean-Eugène Dezeimeris.
Bayle a tracé ce portrait de Moreau de la Sarthe :

« Médecin-philosophe, littérateur distingué, Moreau de la Sarthe obtint dans le monde une réputation bien méritée ; la douceur de son caractère, la vivacité, la finesse de son esprit, l’étendue, la variété de ses connaissances, le charme de sa conversation, les soins qu’il prodiguait à ses malades, l’empressement qu’il leur témoignait, le faisaient rechercher par les personnes les plus remarquables de haute société, dont il devenait autant l’ami que le médecin. Bienveillant avec ses confrères, accueillant avec empressement les élèves chez lesquels il reconnaissait l’amour du travail, le désir de l’étude, il était aimé, estimé de toutes les personnes qui le connaissaient. Peu de médecins ont laissé une réputation aussi intacte et aussi pure que la sienne. Simple dans ses habitudes, il ne vivait que pour l’étude et le soulagement de ses malades ; il ne cherchait de délassements à ses travaux que dans la conversation des personnes distinguées dont il aimait à s’entourer. Il a beaucoup écrit sur les différentes parties de l’art de guérir. Cependant, sa gloire et sa réputation littéraires ne sont pas ce qu’elles devraient être ; on peut dire de lui qu’il répandit la science dans de petit articles séparés, dans des brochures de quelques feuilles, ou dans la réimpression d’ouvrages publiés par des auteurs connus, et, en dernier lieu, dans le Dictionnaire de médecine de l’Encyclopédie méthodique, dont, à la mort de Petit-Radel, il devint le rédacteur principal. Son style était pur, élégant, sa diction facile, le mot propre se présentait toujours sous sa plume ; sans viser à l’effet, sans le chercher, il en produisait beaucoup par la clarté de son expression. En un mot, il était, de l’avis même de tous les médecins, un de ceux qui écrivaient le mieux. »

 Il était également  professeur d’hygiène à l’Athénée, membre de la Société de médecine du Louvre, membre titulaire de l’Académie de médecine, fondateur, entre autres, de la Société d’émulation, de la Société philomathique.

## Publications partielles
- Éloge de Félix Vicq d'Azyr, suivi d'un Précis des travaux anatomiques et physiologiques de ce célèbre médecin, an VI (1798).
- Traité historique et pratique de la vaccine, Paris, an IX, in-8°.
  - Réédition : Champion-Slatkine, 1989.
- Histoire naturelle de la femme, suivie d’un traité d’hygiène appliquée à son régime physique et moral aux différentes époques de sa vie, Paris, 1805, 3 vol. in-8°, avec 11 planches gravées en taille douce.
  - Tome 1, 1re section — tome 1, 2e section — tome 2.
- Hippocrate, v. 1807[2].
  - Notice sur Hippocrate, Paris, 1810, in-12.
- Fragment pour servir à l’histoire de la médecine des maladies mentales et de la médecine morale, Paris, 1812, in-8°
- Fragment pour servir à l’histoire des progrès de la médecine en France, Paris, 1815, in-8°.
- Remarques sur le projet d’ordonnance relatif à l’Académie de médecine, lues dans la séance du 22 mai 1821, Paris, 1821, in-8°, 22 p..
- Mémoire sur l’histoire de l’École de médecine de Paris, Paris, 1824, in-4°, 78 p. (extrait du Dictionnaire de médecine de l’encyclopédie méthodique).

### Éditeur scientifique
- (Avec Félix Vicq d'Azyr) Encyclopédie méthodique : Médecine : contenant : 1° l'hygiène, 2° la pathologie, 3° la séméiotique et la nosologie, 4° la thérapeutique ou matière médicale, 5° la médecine militaire, 6° la médecine vétérinaire, 7° la médecine légale, 8° la jurisprudence de la médecine et de la pharmacie, 9° la biographie médicale…, mise en ordre et publiée par M. Vicq d'Azyr et continuée par M. Moreau, Paris, Panckoucke, Vve Agasse, et Liège, Plamtoux, 1787–1830, 13 vol. in-4°.
- Johann Caspar Lavater, L'art de connaître les hommes par la physionomie, 1806.